# キム・ミンジ (バレーボール)
キム・ミンジ（ハングル: 김민지、金敏智、1985年5月25日 - ）は、韓国の元女子バレーボール選手。元韓国代表。

## 来歴
小学校4年の時にバレーボールを始める。2002年に韓国ジュニア代表に選出され、同年アジアジュニア選手権では、ベストスコア賞、ブロック賞、ベスト6賞を受賞。2003年世界ジュニア選手権に出場した。
2004年に中央女子高校を卒業後、GSカルテックスに入団。2005年より韓国代表として国際大会に出場し、同年の2005年グラチャン、2008年北京オリンピック世界最終予選、2011年ワールドカップに出場した。
2013年以降は実業団でプレーした。

## 球歴
- ワールドカップ - 2011年（9位）
- ワールドグランドチャンピオンズカップ - 2005年（6位）
- ワールドグランプリ - 2009年（12位）
- アジア選手権 - 2005年（4位）、2007年（4位）、2009年（4位）

## 所属クラブ
- GSカルテックス（2004-2012年）
- 浦項市体育会（2013-2016年）
- 大邱市役所（2016-2017年）
- 浦項市体育会（2017-2020年）